# 紀伊國屋サザンシアター TAKASHIMAYA
紀伊國屋サザンシアター TAKASHIMAYA（きのくにやサザンシアター たかしまや、 英: Kinokuniya southern theatre TAKASHIMAYA）は、東京都渋谷区のタカシマヤタイムズスクエア（新宿高島屋）南館7階にある劇場である。紀伊國屋書店と髙島屋によって運営されている。

## 概要
座席数は468席である。1996年（平成8年）10月5日に、タカシマヤタイムズスクエア開業と同時にこけら落としが行われた。
演劇、ミュージカル、文芸講演会などが開催されているほか、毎年5月の連休にはお笑いコンビ「キャイ〜ン」のライブが行われている。
2016年9月2日、劇場名を「紀伊國屋サザンシアター」から改称。髙島屋が紀伊國屋書店と共にシアター運営に携わることとなった。

## 交通
- 東日本旅客鉄道（JR東日本）「新宿駅」新南口より徒歩5分
- 小田急小田原線・京王線「新宿駅」南口より徒歩8分
- 東日本旅客鉄道（JR東日本）「代々木駅」東口より徒歩5分